# Izabella navarrai királyné
Izabella (1241. március 2. – Hières, 1271. április 17.) Navarra királynéja és Champagne grófnéja, IX. (Szent) Lajos francia király és Provence-i Margit első gyermeke, III. (Merész) Fülöp nővére volt.

## Élete
1258-ban Melun városában ment feleségül II. Theobald navarrai királyhoz és (V. Thibaut néven) champagne-i grófhoz, aki 1270-ben halt meg a tuniszi VIII. keresztes hadjáratról hazatérőben. Izabella nem sokkal utána halt meg, gyermekeik nem voltak, a két területet így Izabella sógora, Henrik örökölte.